# Ingeborg Otto
Ingeborg Otto (* 30. Oktober 1927 in Berlin; † 28. Juni 2021 ebenda) war eine Politikerin der SPD.
Ingeborg Otto besuchte eine Handelsschule und machte eine Lehre als Buchhalterin bei Telefunken, wo sie später auch arbeitete. Nach dem Zweiten Weltkrieg wurde sie Verwaltungsangestellte im Bezirk Tiergarten und trat der Deutschen Angestellten-Gewerkschaft (DAG) bei. 1954 trat sie der SPD bei. Im folgenden Jahr wurde Otto als Beamtin vereidigt. Bei der Berliner Wahl 1958 wurde sie in das Abgeordnetenhaus von Berlin gewählt, dem sie bis 1963 angehörte.